# Bronze Records (US-amerikanisches Label)
Bronze Records war ein amerikanisches Plattenlabel der 1940er-Jahre.
Die unabhängige Bronze Recording Company wurde um 1939 von John Levy gegründet und kurz darauf von Leroy Hurte, einem ehemaligen Sänger des Vokalensembles The Four Blackbirds, übernommen. Das Label hatte seinen Sitz in Hurtes Plattenladen in der 623 East Vernon Avenue von Los Angeles.
Auf dem Bronze-Label erschienen Rhythm-&-Blues-, Jazz-, Blues- und Gospel-Musik, u. a. Aufnahmen der Bluessängerin Gladys Bentley (1940), und der Gospel-Gruppe The Five Soul Stirrers („Fredom After Awhile“), Gospelmusik des Arthur Peters Trio („It Is Thy Servant’s Prayer – Amen“, Bronze #115) oder der Southern Gospel Singers („I Need Jesus on My Journey“/„Anyhow“) und Kindermusik.
Hurte nahm auf seinem Label zwei der einflussreichsten Songs des R&B der 1940er-Jahre auf, Joe Liggins’ „The Honeydripper“ und Cecil Gants „I Wonder“ (1944), einer der ersten Nachkriegs-Blueshits. Das Label bestand bis in die späten 1940er-Jahre.
Leroy Hurtes Bronze-Label gehörte mit Melodisc von Daniel O’Brien, dem Modern-Label von Joe, Jules und Saul Bihari, sowie Philo Records von Ed und Leo Mesner zu den unabhängigen Label, die in den frühen 40er-Jahren an der Westküste der USA entstanden sind.